# Lipowo, Olsztyński
Lipowo [liˈpɔvɔ] (tiếng Đức: Försterei Lindenhorst)  là một ngôi làng thuộc khu hành chính của Gmina Biskupiec, thuộc huyện Olsztyński, Warmińsko-Mazurskie, ở miền bắc Ba Lan. Nó nằm khoảng 5 kilômét (3 mi) phía đông Biskupiec và 35 km (22 mi) về phía đông của thủ đô khu vực Olsztyn.
Trước năm 1772, khu vực này là một phần của Vương quốc Ba Lan, 1772-1945 Phổ và Đức (Đông Phổ).
Ngôi làng có dân số 285 người.